# 有賀光一
有賀 光一（ありが こういち、1980年7月2日 - ）は日本で活動するミュージカル俳優である。埼玉県出身。劇団四季所属。

## 来歴
関東国際高等学校演劇科卒業後の1999年に37期生として劇団四季研究所へ入所する。同年日本初演を迎えた壁抜け男の新聞売り役で初舞台出演し、同役のオリジナルキャストとなっており、以降の上演でも出演し続けている。

## 主な出演作品
- 壁抜け男（1999年新聞売り）
- コーラスライン（1999年ロイ）
- 赤毛のアン（2002年ムーディー）
- アイーダ（メレブ）
- アンデルセン（2009年ペーター）
- 夢から醒めた夢（2008年エンジェル、メソ　）
- リトル・マーメイド（2013年フロットサム）(2016年セバスチャン)

※括弧内の年は初出演年